# Ananda Mohan Chakrabarty

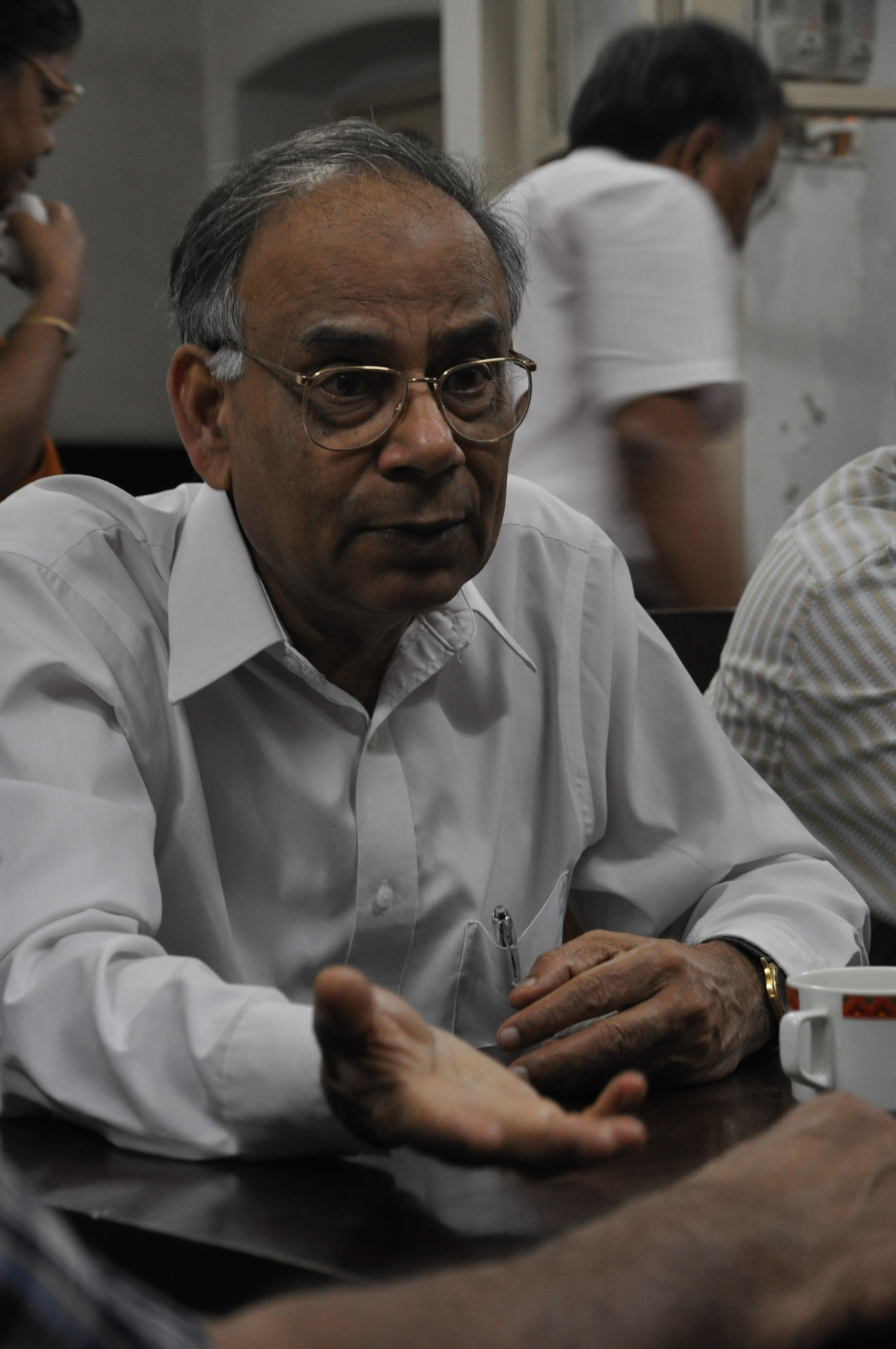
Chakrabarty im Jahr 2009

Ananda Mohan Chakrabarty (bengalisch আনন্দমোহন চক্রবর্তী; * 4. April 1938 in Sainthia, Indien; † 10. Juli 2020 in Chicago, Vereinigte Staaten) war ein indisch-amerikanischer Mikrobiologe. Er wurde insbesondere durch die erste Patentierung eines gentechnisch veränderten Organismus bekannt.

## Leben und Wirken
Chakrabarty wuchs in Sainthia in Indien als jüngstes von sieben Kindern auf. Sein Vater war Kaufmann, seine Mutter Hausfrau. Nachdem er die Sainthia High School und die Ramakrishna Mission Vidyamandira besucht hatte, studierte er Chemie am St. Xavier’s College in Kalkutta. 1965 promovierte er an der Universität von Kalkutta und erwarb einen Doktortitel in der Biochemie. 1965 bot ihm der Mikrobiologe Irwin Gunsalus von der University of Illinois in Urbana-Champaign eine Stelle als Postdoktorand an. Daran anschließend nahm er eine Tätigkeit im Forschungs- und Entwicklungszentrum der General Electric Company in Schenectady, New York, an. 1979 folgte er einem Ruf an die University of Illinois at Chicago, wo er bis zu seiner Pensionierung im Jahr 2018 als Professor tätig war.

## Erste Patentierung eines gentechnisch veränderten Organismus
1971 entwickelte Chakrabarty während seiner Tätigkeit an der General Electric Company eine gentechnisch veränderte Form von Pseudomonas-Bakterien, die bei der Beseitigung von Ölverschmutzungen helfen sollte. Durch das Einfügen von Plasmiden in das Bakterium gelang es ihm, eine neue Pseudomonas-Variante zu schaffen, die Rohöl in Petrischalen abbauen konnte. 1972 meldete er mit der Unterstützung des Anwalts Leo MaLossi ein Patent an, das einen acht Jahre währenden Rechtsstreit auslöste. Sein Kläger Sidney Diamond argumentierte, dass sein Bakterium kein geistiges Eigentum darstellen könne, da natürlich vorkommende Dinge gemäß dem Gesetz 35 U.S.C. § 101 als nicht patentierbar gelten. Am 16. Juni 1980 entschied der Oberste Gerichtshof der Vereinigten Staaten allerdings, dass Lebewesen patentierbar sind, solange der Mensch ausreichend eingreift, um natürlich vorkommende Dinge zu verändern. Chakrabarty wurde damit das erste US-Patent auf einen lebenden Organismus erteilt.
Der Beschluss hatte weitreichende Folgen und legte den Grundstein für die moderne Biotech-Industrie. Er gab den Unternehmen die Möglichkeit, gentechnisch veränderte Organismen durch Patente zu schützen, was zu einer Kommerzialisierung der biowissenschaftlichen Forschung führte.

## Publikationen
- Three Daughters, Three Journeys: Quest for Cancer Cure, Pan Stanford Publishing: Singapur 2017, ISBN 978-981-4745-90-1.
- Bugging Cancer: Daring to Dream, Logos Press: Washington 2014, ISBN 978-1-934899-36-6.